# Géraud Duroc
Geraud Duroc, francoski general in diplomat, * 1772, † 1813.